# 한국전통문화대학교
한국전통문화대학교(韓國傳統文化大學校, Korea National University of Heritage)는 충청남도 부여군에 위치한 국가유산청 소속 국립대학이다. 2000년에 전통문화, 문화재 전문인력 양성을 목적으로 설립되었다. 건축가 민현식이 설계한 대학교 캠퍼스는 현상학적 미학, 불확정적 공간으로서의 마당, 건축적 랜드 스케이프, 비움의 구축과 같은 그의 주요 화두를 잘 드러낸다.

## 설립 근거
- 「한국전통문화대학교 설치법」 제2조제1항[3]

## 연혁
1996년 4월 19일, 「한국전통문화학교설치령」이 제정되었다. 이 법령에 따라 2000년 3월 2일, 한국전통문화학교가 개교한다. 2011년 7월 14일, 「한국전통문화대학교 설치법」 등이 제정되며 한국전통문화대학교로 교명을 변경하여 현재에 이른다.

## 교장과 총장
한국전통문화학교 초기 시절, 교장이 임명되었으나, 이후 총장으로 직제가 변경된 후 총장이 임명되고 있다. 한국전통문화대학교 총장은 학교를 관리하고 대표하며 업무를 총괄한다. 총장은 차관급 예우를 받는다.

## 교육편제

### 학부
한국전통문화대학교는 기술과학대학, 문화유산대학 2개 단과대학을 설치하고, 7개 학과를 설치하여 학부 과정을 편제하고 있다.

### 대학원
한국전통문화대학교 대학원은 일반 1개원, 전문 1개원, 특수 1개원으로 구성한다. 일반대학원은 석사 3학과, 박사 3학과, 문화유산전문대학원은 석사 2학과, 박사 2학과를 제공한다. 특수대학원으로 미래문화유산대학원을 두고 있다.

## 같이 보기
- 대한민국 국가유산청